# BOK Center
Pour les articles homonymes, voir BOK.
Le Bank of Oklahoma Center, ou BOK Center, est une salle omnisports située à Tulsa dans l'Oklahoma.
Depuis son ouverture, c'est le domicile des Oilers de Tulsa de la Ligue centrale de hockey et des Tulsa Talons de l'Arena Football League. En 2010, la salle devient le terrain de jeu d'une équipe féminine de basket-ball de la WNBA, le Shock de Tulsa. Le BOK Center a une capacité de 17 839 places pour le basket-ball, 17 096 pour le hockey sur glace, 16 582 pour le football américain en salle puis entre 13 644 et 19 199 pour les concerts selon la configuration (End Stage ou Central Stage). La salle dispose d'espaces VIP (ONEOK Premium Level) avec 34 suites privées, 4 party suites, 20 loge boxes, et 682 sièges de club.

## Histoire
Le BOK Center est un lieu de divertissement de 196 millions de dollars (178 millions de dollars de fonds publics et 18 millions de dollars de dons privés) ouvert le 30 août 2008. Le 9 septembre 2003, les électeurs du comté de Tulsa ont approuvé une augmentation de un cent de la taxe de vente pendant 13 années. Les travaux ont officiellement commencé le 31 août 2005. Les sponsors et les dons privés ont également contribué à financer le BOK Center. Un total de 15,95 millions de dollars en sponsoring et dons ont été fournis par ONEOK, Williams Cos., Dollar Thrifty, George Kaiser Family Foundation, SemGroup, Nadel and Gussman Energy, Samson, Oracle Packaging et F.W. Murphy.
Bank of Oklahoma acheta les droits de naming pour un montant de 11 millions de dollars sur 20 ans. Le bâtiment est le fleuron du projet Vision 2025. Le coût initial était de 141 millions de dollars, mais la hausse du coût de l'acier, du béton et de la main-d'œuvre en raison d'une robuste économie locale ont poussé les prix à plus de 178 millions de dollars. Le financement privé a dépassé les prévisions initiales, et l'augmentation inattendue des recettes provenant des sponsors d'entreprise, des dons, de l'achat de loges et de suites de luxe ont permis de payer le sol en terrazzo, le tableau d'affichage (disposant d'une multitude d'écrans géants en haute définition) ultra-moderne de 3,6 millions de dollars et d'autres améliorations.
Il a été annoncé le 28 février 2008 que les Rockets de Houston serait confronté au Thunder d'Oklahoma City dans le premier grand événement sportif au nouveau BOK Center, le 13 octobre 2008.

## Événements
- Concert de The Eagles, 6 septembre 2008
- Concert de Kenny Chesney et LeAnn Rimes, 10 septembre 2008
- Concert de Céline Dion, 13 novembre 2008
- Celtic Thunder, 19 novembre 2008
- Concert de Demi Lovato (Demi Lovato: Live In Concert), 6 juillet 2009
- Concert d'AC/DC, 26 janvier 2009
- Concert de Lady Gaga, le dernier de son Born This Way Ball, le 20 mars 2013
- smackdown du 6 décembre 2013
- Concert de Demi Lovato (Demi World Tour), 21 septembre 2014
- Concert de Madonna (Rebel Heart Tour), 14 janvier 2016

## Galerie

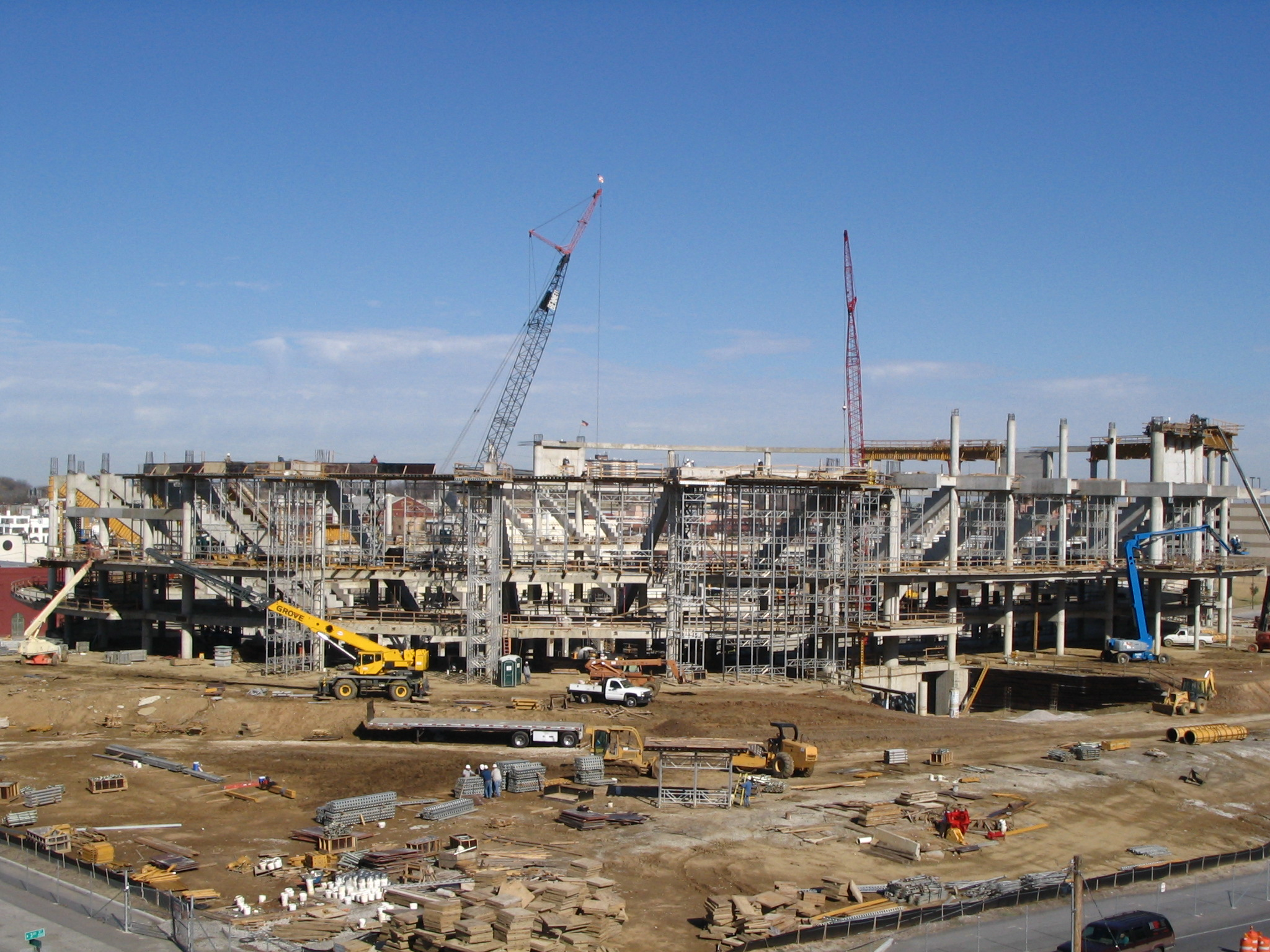
Novembre 2006
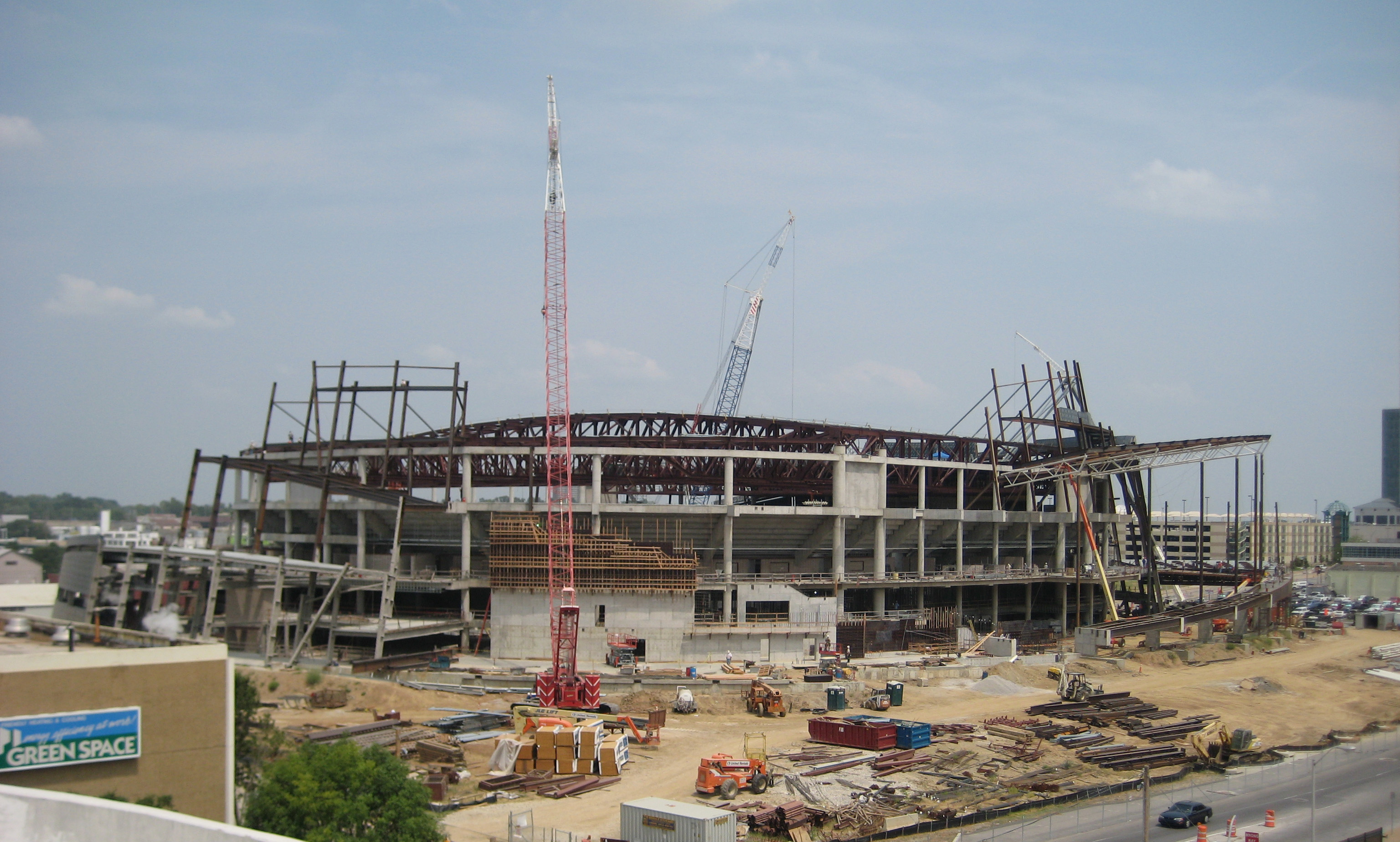
Août 2007
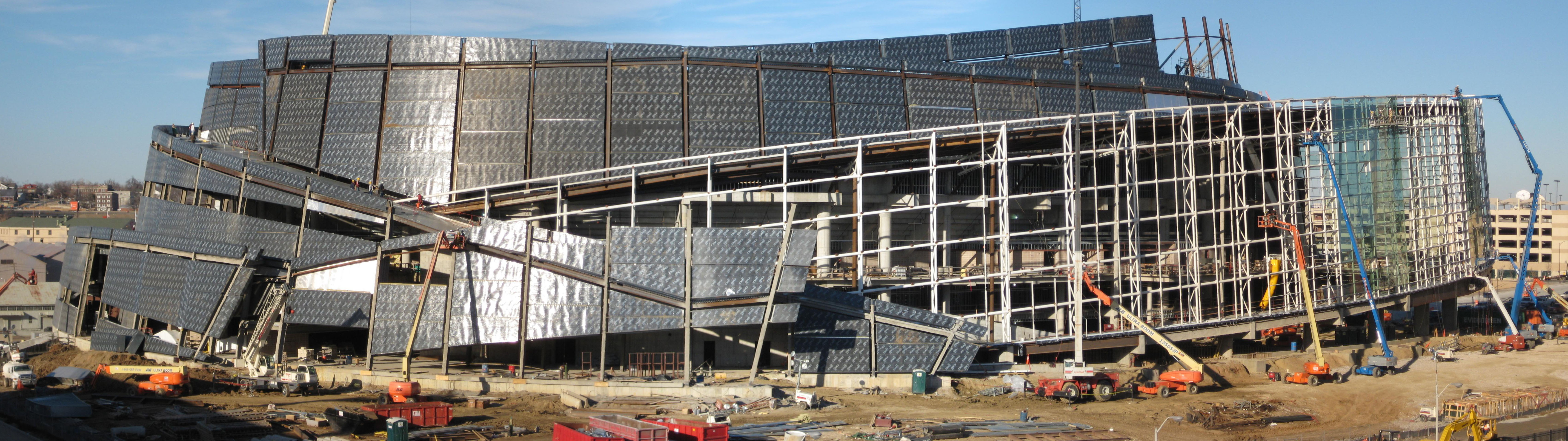
Décembre 2007
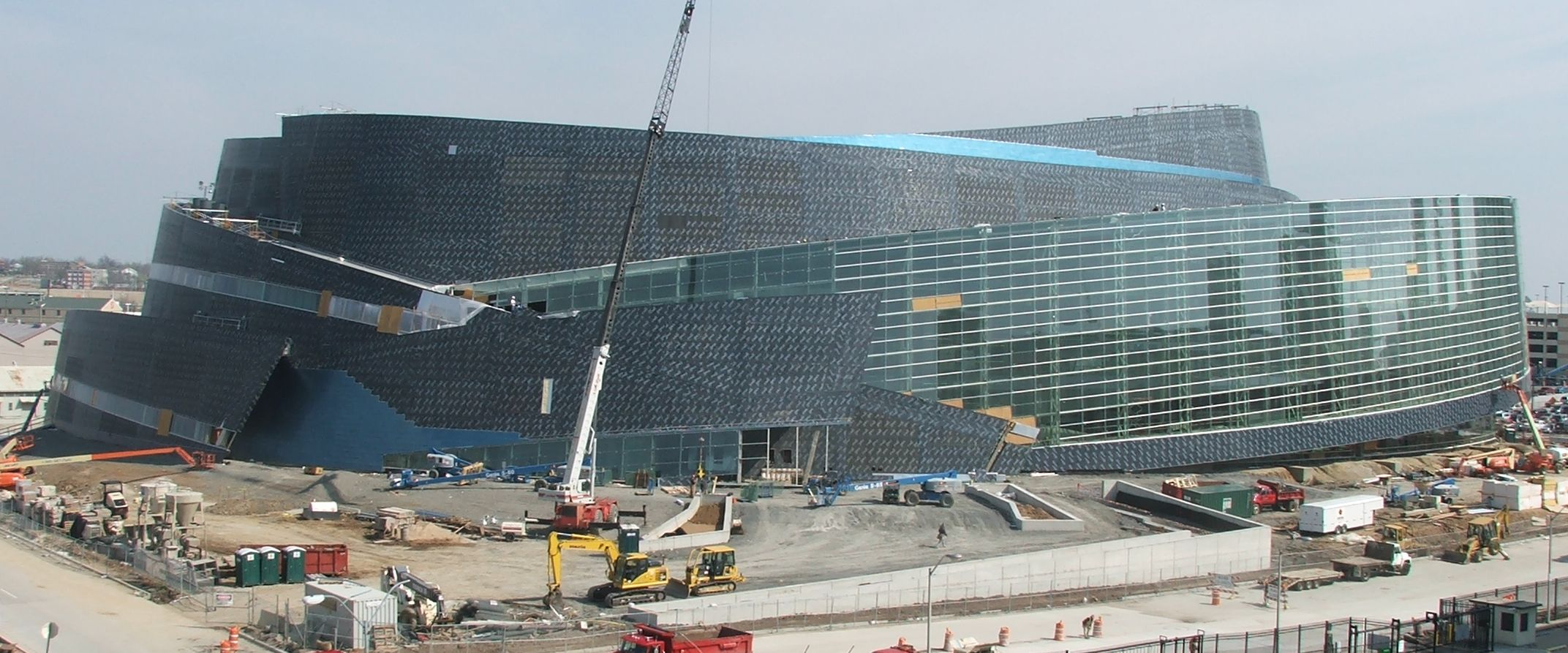
Avril 2008
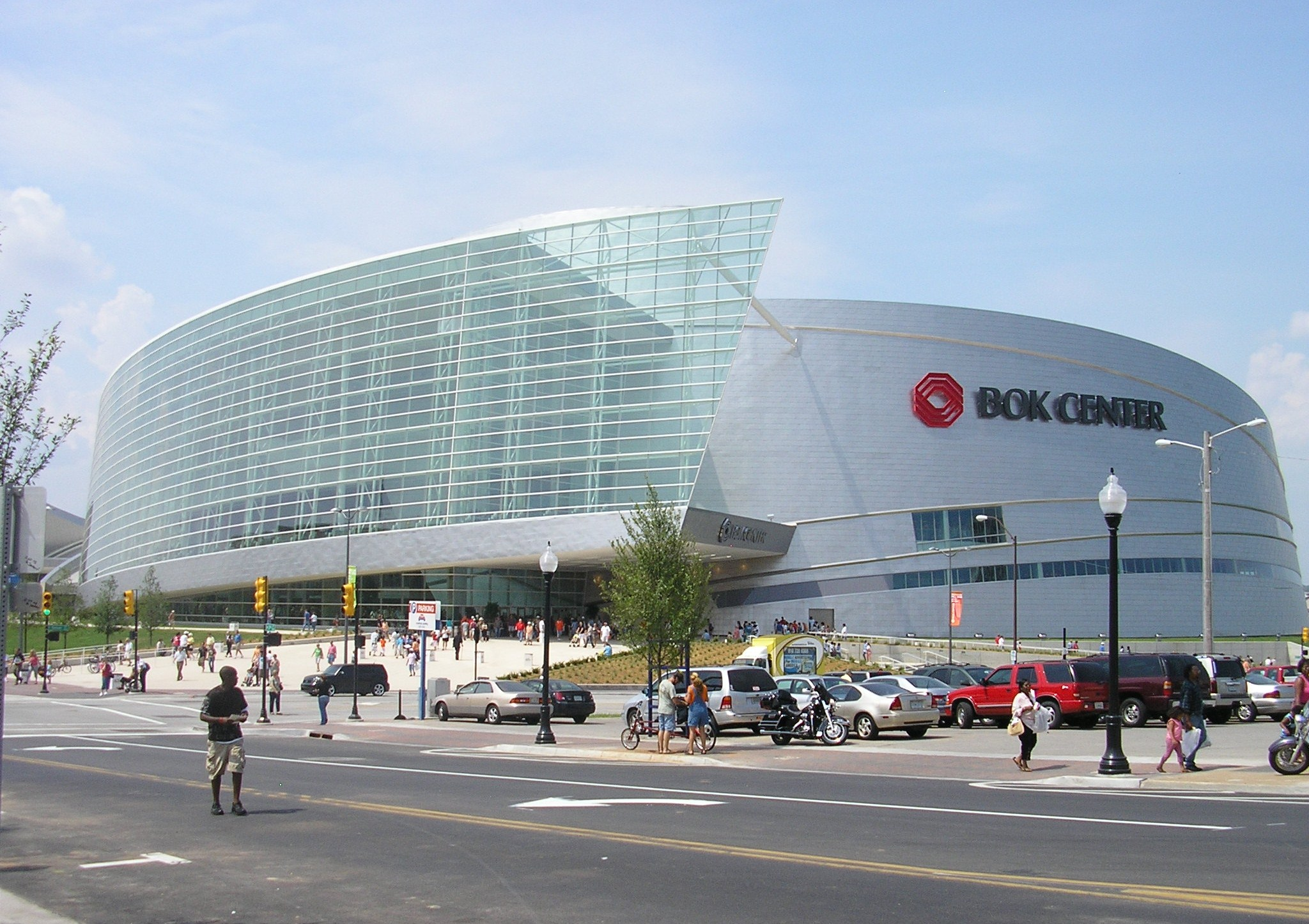
30 août 2008
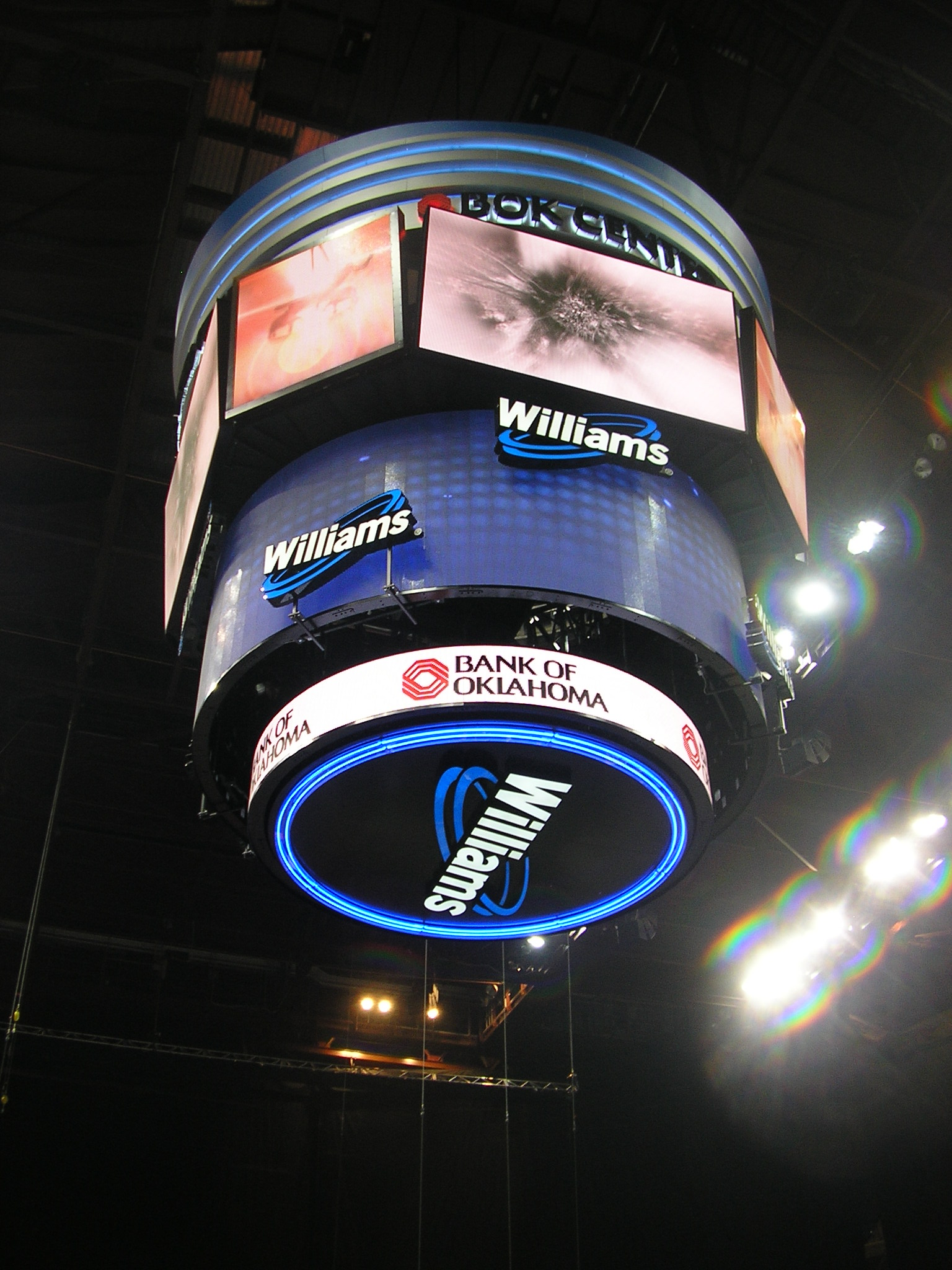
Tableau d'affichage
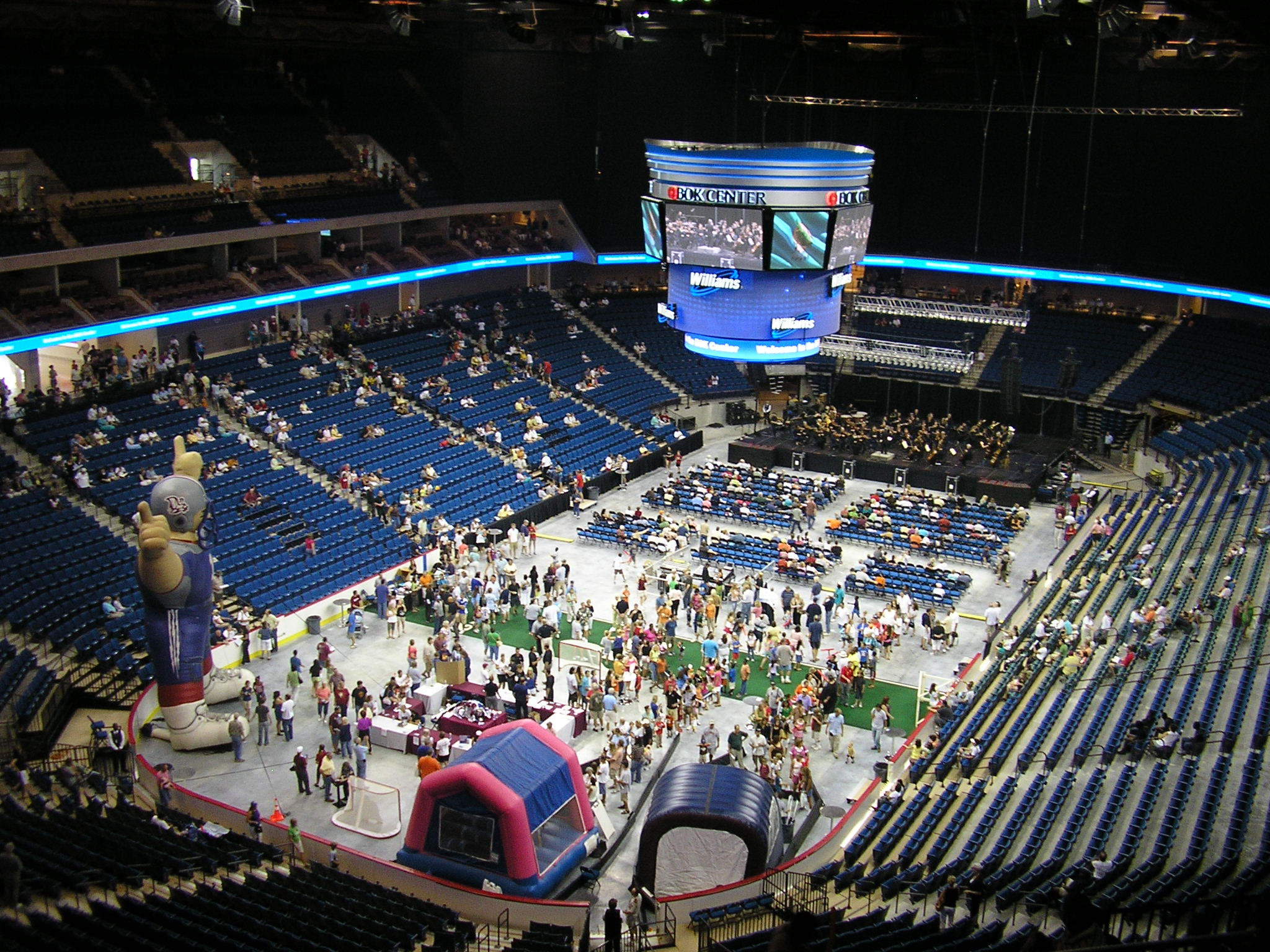
Vue intérieure
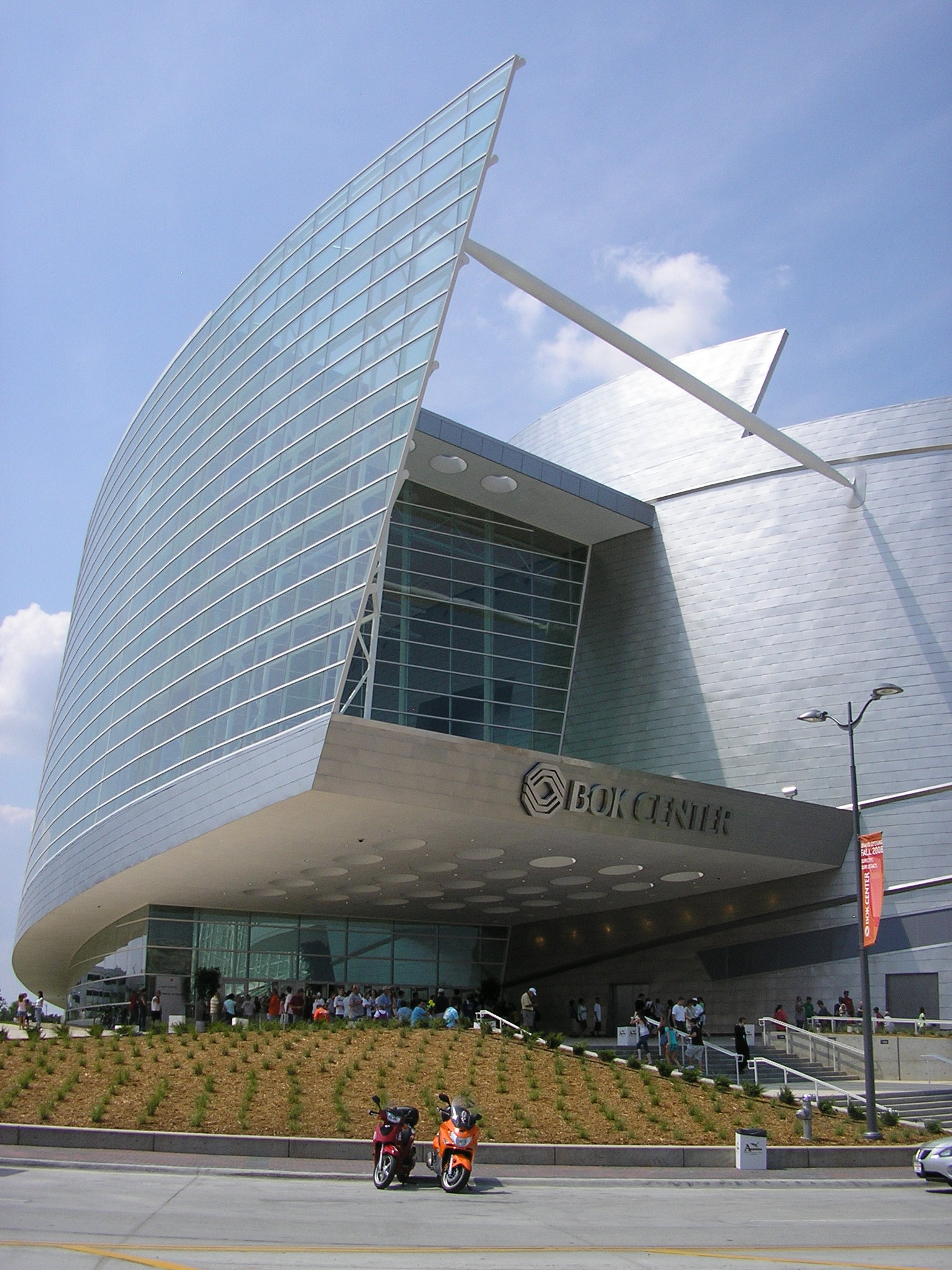
Entrée principale